# Zájmové sdružení obcí Hrušovanska
Mikroregion Hrušovansko se rozkládá na východě okresu Znojmo, leží na hranici okresů Znojmo a Břeclav. Mikrogerion je zájmové sdružení 14 obcí s centrem v Hrušovanech. Sdružuje celkem 14 obcí a byl založen v roce 2000.
Obce společně usilují o zlepšení životních podmínek svých občanů a podporu společenského života, o povznesení tohoto v nedávné minulosti téměř zapomenutého kraje. Hrušovansko bylo dlouhá léta pohraničím u těžko průchodných hranic. Znamenalo to minimum investic do infrastruktury, ekonomiky, kultury a ostatních sfér.

## Motto mikroregionu
| „ | Kraj rovinatý, úrodný, vínem vonící, kraj rozehřátý horkým létem a vyčkávající jara v mírných zimách. Kraj kde říkáme, že jsme doma a kde kdysi své doma říkaly i jiné národy. | “ |

## Obce sdružené v mikroregionu
- Borotice
- Božice
- Břežany
- Čejkovice
- Dyjákovice
- Hevlín
- Hrabětice
- Hrušovany nad Jevišovkou
- Jevišovka
- Litobratřice
- Mackovice
- Pravice
- Šanov
- Velký Karlov